# Double vitrage

Éléments d’un double vitrage.

Un double vitrage ou thermos double (au Québec) est un élément de paroi vitrée constitué de deux vitres séparées par une épaisseur d’air immobile, dite « lame d'air ». Une variante, le vitrage à isolation renforcée, est rendue encore plus performante par l'ajout d'un traitement isolant sur une (ou plusieurs) des faces intérieures du double vitrage.
Le survitrage est la technique d'ajout d'une deuxième vitre à une fenêtre ancienne initialement dotée d'un simple vitrage (sans avoir à changer la fenêtre complète).

## Principe
Le physicien Joseph Fourier a établi les bases théoriques des propriétés du double vitrage dès le premier chapitre de sa Théorie de la Chaleur, publiée en 1822. L'application industrielle du double vitrage est lancée en 1865 par le new-yorkais Thomas Stetson, qui dépose un brevet pour une fenêtre en Insulated glass (verre isolé) et vante les qualités thermiques et phoniques de son invention. La lame d’air entre les vitres constitue en effet un bien meilleur isolant que le verre. Il faut pourtant attendre 1930 pour que l’entreprise CD Haven produise de façon industrielle du double vitrage. Le double vitrage s'est imposé à la fin des années 1970 « suite aux prises de conscience engendrées par les deux premiers chocs pétroliers ». L’intérêt du double vitrage est de permettre une meilleure isolation thermique, la lame d’air immobile constituant un bon isolant, bien meilleur que le verre lui-même. Le double vitrage permet ainsi de réduire l’« effet de paroi froide » d’où une diminution de la condensation et une diminution des pertes de chaleur en hiver. L'Agence de l'environnement et de la maîtrise de l'énergie rappelle toutefois que « seulement 10 à 15 % de la chaleur [d'un logement] s’échappe par les fenêtres ».
Afin d’améliorer l’isolation, la lame de gaz est parfois constituée de gaz inertes (argon, krypton) : les gaz plus lourds que l'air étant moins conducteurs de chaleur, ils limitent les pertes dues à la conduction ou la convection.
L'isolation est encore meilleure en faisant le vide dans l'intervalle entre les vitres. Cette méthode, utilisée notamment au Canada dans les années 1970, a été abandonnée après quelques années. En effet, d'une part, les joints finissent par céder à la différence de pression, laissant entrer l'air ambiant, ce qui cause des problèmes de condensation entre les deux parois vitrées. De plus, le verre étant flexible, les vitrages ont tendance à s'incurver par la pression extérieure. De nouvelles techniques d'entretoises sont en développement par divers fabricants.
Pour augmenter encore les performances thermiques, il est possible de multiplier les lames de gaz, en insérant, soit un troisième verre, soit un ou plusieurs films polyester (double vitrage à film suspendu). Le film polyester tendu parallèlement entre les deux vitrages crée une double chambre thermique. Cela permet d'atteindre quasiment les performances thermiques du triple vitrage, mais avec les caractéristiques de poids d'un double vitrage.

## Vitrage à isolation renforcée ou faible émissivité
Un vitrage à isolation renforcée (VIR) ou faible émissivité (FE ou low E) est pourvu d'un traitement qui est un filtre optique métallique réfléchissant le rayonnement infrarouge ou rayonnement thermique, tout en transmettant la lumière visible. Un VIR empêche la chaleur de sortir l'hiver, et d'entrer en été.
Le traitement consiste en une fine couche transparente de métal ou d'oxydes métalliques (argent notamment), déposée sur l’une (ou plusieurs) des faces intérieures d'un double (ou triple) vitrage. Cette couche limite le rayonnement infrarouge vers l'extérieur, qui représente en hiver une déperdition énergétique.
L'intercalaire, ou élément de bord qui maintient les deux (ou plus) verres ensemble, peut être réalisé en matériaux composites (« butyle »), qui a le plus faible coefficient thermique, en acier inoxydable, de performance moyenne, ou en aluminium, qui est relativement bon conducteur. Le plus souvent, un absorbeur d'humidité type tamis moléculaire est intégré dans l'intercalaire, de manière à éliminer l'humidité qui pourrait migrer à l'intérieur de la lame d'air.

## Isolation acoustique
L'épaisseur de chaque lame de verre a un effet sur l'absorption du spectre des ondes acoustiques. Un verre plus épais absorbe plus dans les graves, tandis qu'un verre plus mince absorbe mieux les aigus. C'est pourquoi un double vitrage isolant acoustique optimal pour absorber un large spectre acoustique possède 2 vitres d'épaisseurs différentes, une épaisse et une fine.

## Caractéristiques

### Performances d'isolation thermique
Un vitrage (ou une fenêtre) est qualifié par quatre paramètres :

#### Coefficient de transfert thermique
Le coefficient de transfert thermique, noté Ug pour une vitre, ou Uw pour une fenêtre entière (incluant le cadre, pour une fenêtre de dimension normée 1,55 × 1,15 m, double battant). C'est l'inverse de la résistance thermique surfacique. Il se mesure en watts par mètre carré-kelvin (W m−2 K−1) et exprime un flux thermique (une déperdition thermique en hiver) par unité de surface (du vitrage ou de la fenêtre) et par degré de différence de température entre l'ambiance chaude d'un côté du vitrage (en général l'ambiance intérieure) et l'ambiance froide de l'autre côté. Plus U est faible, plus le vitrage est isolant.

Un double vitrage standard a un coefficient de transfert thermique Ug d’environ 2,9 W m−2 K−1, un double vitrage haute performance peut descendre jusqu’à 1,0, voire 0,9 W m−2 K−1. Pour un survitrage, il peut être d’environ 3,3 W m−2 K−1.

#### Coefficient de transmission lumineuse
Le coefficient de transmission lumineuse, noté TL, est en % la fraction de lumière visible qui entre dans le bâtiment au travers du vitrage.

#### Coefficient transmission énergétique
Le coefficient transmission énergétique (ou facteur solaire), noté g (ou FS), est en % la fraction de l'énergie solaire qui entre dans le bâtiment au travers du vitrage. Il conditionne le confort d'été (pour une fenêtre exposée au soleil : sud, ou ouest en fin de journée). Un vitrage de facteur solaire de 0,42 ne laisse passer que 42 % de l’énergie du soleil. C’est-à-dire que 58 % de l’énergie solaire ne pénètre pas dans l’habitat.

#### Coefficient de transfert thermique du cadre
Le coefficient de transfert thermique du cadre, noté ψ, est la perte additionnelle due à l'intercalaire. Il se mesure en watt par mètre-kelvin (W m−1 K−1). Il varie de 0,15 (ancien en aluminium) à 0,03. Ceci implique qu'il est préférable de réduire le nombre de vitrages distincts dans une ouverture.

### Épaisseurs
Les épaisseurs sont souvent désignées de la façon suivante : A/B/C. Avec A, B, et C, les épaisseurs en millimètres des éléments (vitre extérieure, lame d’air, vitre intérieure). Des doubles vitrages courants sont en 4/16/4.
Les deux vitres ont souvent la même épaisseur. Sinon, on parle de double vitrage asymétrique. Le double vitrage asymétrique permet une meilleure isolation phonique car les fréquences de coïncidence des deux vitres sont différentes. En général, la vitre extérieure est souvent la plus épaisse : 10/10/4. Cependant, le sens n'a pas d'effet sur les performances d'affaiblissement acoustique. Seul lors de l'utilisation d'un vitrage feuilleté, le sens de mise en place sera conditionné par les contraintes de protection des personnes en fonction de la situation.
Il est possible de mesurer l'épaisseur d'un vitrage à l'aide d'un vitromètre.
| Épaisseurs  | Total (en mm) | Ug (en W m−2 K−1) | Note                                                                                           |
| ----------- | ------------- | ----------------- | ---------------------------------------------------------------------------------------------- |
| 4/12/4      | 20            |                   | Courant                                                                                        |
| 4/16/4      | 24            | 1,1               | Tend à s'imposer                                                                               |
| 4/20/4      | 28            |                   | Peu d'intérêt par rapport au 4/16/4 : installation d'un mouvement convectif dans la lame d'air |
| 6/16/6      | 28            |                   | Lourd                                                                                          |
| 4/10/4/10/4 | 32            | 0,7               | Triple vitrage, très bon isolant, lourd                                                        |

### Comparatif
| Type | Coefficient de transmission thermique (Ug en W m−2 K−1) | Facteur solaire (g en %) | Coefficient de transmission lumineuse (Tl en %) | Masse par unité de surface (en kg/m2) |
| --- | ------------------------------------------------------- | ------------------------ | ----------------------------------------------- | ------------------------------------- |
| Triple vitrage à deux couches faiblement émissives avec deux lames d'argon                                                                  | 0,8                                                     | 50                       | 70                                              | 30 (pour un vitrage 4/12/4/12/4)      |
| Triple vitrage à deux couches faiblement émissives avec deux lames de krypton                                                               | 0,4                                                     | 49                       | 70                                              | 48 (pour un vitrage 4/18/4/18/4)      |
| Double vitrage à isolation renforcée (VIR) avec une lame d'argon et une couche basse émissivité sur la face intérieure du vitrage extérieur | 1,0 à 1,1                                               | 40                       | 70                                              | 20 (pour un vitrage 4/16/4)           |
| Double vitrage à film suspendu avec deux lames de krypton                                                                                   | 0,6                                                     | 53                       | 73                                              | 20 (pour un vitrage 4/10/film/10/4)   |
| Double vitrage à film suspendu avec deux lames de xenon                                                                                     | 0,3                                                     | 37                       | 48                                              | 20 (pour un vitrage 4/12/film/12/4)   |